# Стеклозавод (Білозерський район)
Стеклозаво́д (рос. Стеклозавод) — селище у складі Білозерського району Курганської області, Росія. Входить до складу Боровлянської сільської ради.
Населення — 390 осіб (2010, 514 у 2002).